# Croton saipanensis
Croton saipanensis är en törelväxtart som beskrevs av Takahide Hosokawa. Croton saipanensis ingår i släktet Croton och familjen törelväxter. Inga underarter finns listade i Catalogue of Life.